# Cukir
Cukir is een bestuurslaag in het regentschap Jombang van de provincie Oost-Java, Indonesië. Cukir telt 9780 inwoners (volkstelling 2010).